# Orka Voe

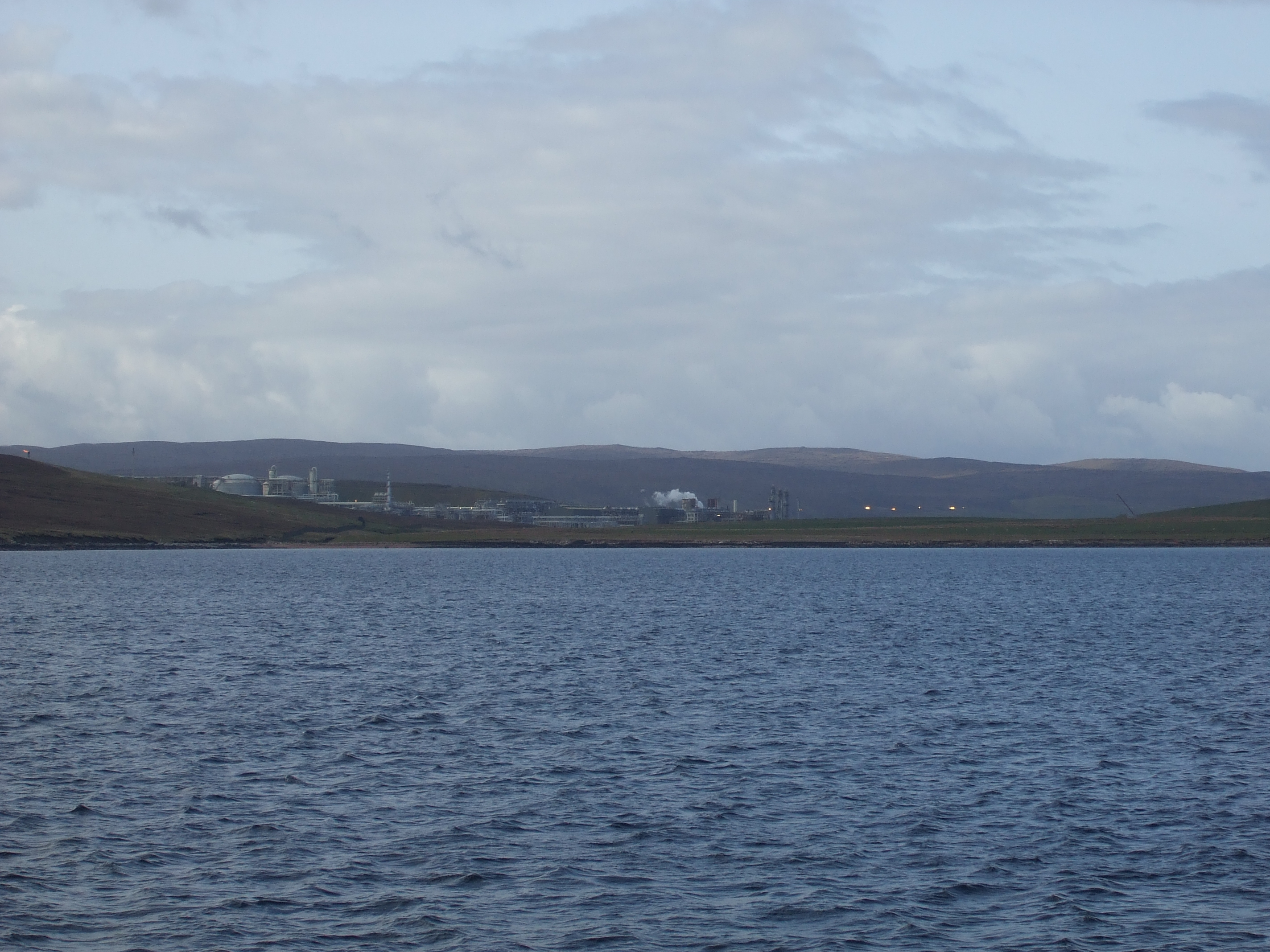
Blick in die Bucht

Die Orka Voe ist eine Meeresbucht (Voe), die im Norden der zu Schottland zählenden Shetlands liegt.

## Geographie
Die Orka Voe ist eine kleine Bucht, die an der nördlichen Küste der Insel Mainland liegt. Der Bereich ist stark zerklüftet, es folgt nach Calback Ness die Sullom Voe im Westen sowie, nach Fugla Ness und Mio Ness die Tofts Voe im Osten. Im Norden öffnet sich die Orka Voe zum südlichen Teil des Yell Sounds, dort liegt die Insel Little Roe. Im Zuge des Baus des Ölterminals Sullom Voe wurde der obere Teil der Orka Voe mit Abraum verfüllt, dort verblieb The Houb, ein kleiner See.

## Historisches
Im Rahmen der historischen Gliederung Schottlands in Civil Parishes zählt die Orka Voe zu Delting.